# Ypthima doleta
Ypthima doleta är en fjärilsart som beskrevs av Butler 1897. Ypthima doleta ingår i släktet Ypthima och familjen praktfjärilar. Inga underarter finns listade i Catalogue of Life.